# 海城区
海城区是中国广西壮族自治区北海市所辖的一个市辖区。总面积为140平方公里，海城区是北海市的政治、经济、文化、交通中心和市政府驻地。區人民政府駐長青北路13號。

## 地理位置
海城区背靠北海市大西南、面向东南亚，南与海南隔海相望，西濒越南。有部分辖区是位於北部灣的離島。

## 行政区划
海城区下辖7个街道办事处、1个镇：
中街街道、东街街道、西街街道、海角街道、地角街道、高德街道、驿马街道和涠洲镇。

## 人口
根據第七次人口普查數據，截至2020年11月1日零時，海城區常住人口為527895人。

## 交通

### 公路
- 209国道、 228国道

### 鐵路
- 北海站：欽北铁路、欽北高速铁路

## 风景名胜
- 斜陽島
- 北海近代建筑